# Bohuslav Rosenkranc
Bohuslav Rosenkranc (6. ledna 1870 Slaný – 16. září 1923 Praha) byl český a československý obchodník, bankéř, politik a poslanec Revolučního národního shromáždění za Českou státoprávní demokracii, později za Československou národní demokracii.

## Biografie
Své podnikání začal v koloniálním závodě Řivnáčově v Praze. Roku 1893 si založil vlastní obchod s cukrem a koloniálním zbožím a postupně expandoval mezi největší pražské obchodníky. Byl členem četných správních rad. Působil též jako náměstek starosty spolku Merkur a starosta Klubu samostatných obchodníků a průmyslníků. Od 3. března 1913 byl dopisujícím členem České akademie věd a umění. Byl židovského původu.
Po vzniku republiky zasedal v Revolučním národním shromáždění za Českou státoprávní demokracii, respektive za z ní vzniklou Československou národní demokracii. Na mandát rezignoval na 38. schůzi v březnu 1919. Byl povoláním obchodník.
Před smrtí byl prezidentem České banky. Banka měla na počátku 20. let velké ekonomické potíže. Rosenkranc spáchal sebevraždu. Zemřel v září 1923 na Královských Vinohradech v Praze a byl pohřben kremací na Olšanských hřbitovech.